# Епітермальні мінерали
Мінерали епітермальні (рос. минералы эпитермальные, англ. epithermal minerals; нім. epithermale Minerale n pl) — мінерали, які утворилися з гідротермальних розчинів недалеко від земної поверхні; температура утворення умовно приймається менше 200 °С.